# Vivian Miessen
Vivian Miessen, né le 6 novembre 1940 à Etterbeek (région de Bruxelles-Capitale), est un animateur et réalisateur belge de films d'animation. Il est également auteur de bande dessinée et peintre sous le pseudonyme de Touïs.

## Biographie

### Jeunesse et débuts
Vivian Miessen naît le 6 novembre 1940, il est le fils du peintre belge Bellor. Dès son plus jeune âge, il est encouragé à dessiner. À l'âge de 17 ans, il publie sa première illustration dans l’hebdomadaire Le Moustique. Il fréquente l'Académie royale des beaux-arts de Bruxelles, puis l'Institut Saint-Luc de Bruxelles. Il commence sa carrière professionnelle en effectuant un apprentissage à l'agence publicitaire OTP, où il se lie d'amitié avec le dessinateur de bande dessinée William Vance.

### Animation
En 1963, il rejoint le studio d'animation TVA Dupuis dirigé par Eddy Ryssack, il y est engagé comme chef-animateur et assistant réalisateur. Il travaille ainsi sur la première adaptation télévisée des Schtroumpfs de Peyo : Les Aventures des Schtroumpfs diffusée sur la RTB en 1965 et la même année sur Pinocchio dans l'espace de Ray Goossens. Entre 1966 et 1967, il participe aux films Cinéma-Man, L'Anaconda et 3.2.1.0.
Vivian Miessen participe en tant qu'animateur, chef-animateur des studios Belvision puis aux Studios Idéfix, à des longs métrages d'animation dont Astérix et Cléopâtre de René Goscinny et Albert Uderzo (1968), Tintin et le Temple du Soleil de Raymond Leblanc (1969), Daisy Town de René Goscinny et Morris (1971), Tintin et le Lac aux requins de Raymond Leblanc (1972), Tarzoon, la honte de la jungle de Picha (1975), Les Douze Travaux d'Astérix de René Goscinny (1976), La Ballade des Dalton de René Goscinny (1978), Le Chaînon manquant de Picha (1980), Astérix et le Coup du menhir de Philippe Grimond (1989), Jungle Jack 2 : La Star de la Jungle de Stefan Fjeldmark (1996), Corto Maltese, la cour secrète des arcanes de Pascal Morelli (2002), Blanche-Neige, la suite de Picha (2007). Il est également le réalisateur de deux séries de films d'animation en cent épisodes : Monsieur Tivi et L'Escargot sur un scénario de Roger Landy et  Olivier Cotte.
Il développe une carrière de réalisateur de films publicitaires dans les années 1980.

### Bande dessinée
Son œuvre la plus célèbre est la série du Sergent Laterreur écrite par Gérald Frydman et publiée dans l'hebdomadaire Pilote entre 1971 et 1973. Il publie ensuite diverses bandes dessinées dans Pilote (Ça alors, Cuicui et Papa…), Charlie Mensuel (Sale pisseuse), Tintin, Spirou (Le Petit Clic), dans l’album collectif édité par L'Association, Comix 2000, dans Lapin, etc.
Sergent Laterreur est réédité par L'Association en 2006. Les autres récits de Touïs sont réédités par Le Chant des muses depuis 2015.
Depuis 2014, Touïs est installé dans les Cévennes.

## Œuvre

### Albums de bande dessinée
- Sergent Laterreur, Scénario : Gérald Frydman, Distri-BD-Pepperland, 1976, Dargaud 1981, édition intégrale:  L'Association, 2006  (ISBN 2-8441-4171-4).
- Mai, dans la revue Lapin no 25 (Collectif), L'Association, 1999.
- Kamië Kaze, dans Comix 2000 (Collectif), L'Association, 1999.
- Bouille & Bill dans Lapin n°35 (Collectif), L'association, 2006.
- Touïs, La Chienne, 2011.
- Le Petit Clic et ses zaminches, Le Chant des Muses, coll. « Zorro Junior », Béziers, 13 novembre 2015
Scénario et dessin : Touïs - Couleurs : Monsieur X -  (ISBN 9791091730068)
- Touïs Comix 1, Les années Pilote, au-delà du Sergent Laterreur, Le Chant des Muses, 2016.
- Touïs Comix 2, Charlie, Lapin et inédits, Le Chant des Muses, 2016.
- Touïs Comix 3, Vénus et nains de jardins, Le Chant des Muses, 2017.
- Touïs Comix 4, Un certain Vivian Miessen, Le Chant des Muses, 2017.
- Têt’Chien, Le Chant des Muses, 2021.

### Artbooks
- Participation à Pepperland 1970 1980 encore titré 80 chats pour Tania, 10 ans pour Pepperland réalisé à l'occasion de l'anniversaire de la librairie Pepperland[14].

### Catalogues d'exposition
- Art et innovation dans la bande dessinée européenne[15], Éditions De Buck, Bruxelles, juin 1987
Scénario et couleurs : collectif - Dessin : collectif dont Touïs -  (ISBN 2-87153-004-1),Préface : Jan Hoet. Catalogue de l'exposition éponyme au Musée d'art contemporain de Gand (4 juillet au 6 septembre 1987).

### Filmographie
comme animateur, chef animateur, directeur et réalisateur
- Les Schtroumpfs de Eddy Ryssack, Maurice Rosy et Jean Delire (1961-1967) : Animateur
- Pinocchio dans l'espace[5] de Ray Goossens (1965) : Directeur d'animation
- Bobo de TVA Dupuis (1965) : Animateur
- Les Aventures des Schtroumpfs de Eddy Ryssack et Maurice Rosy (1965): Animateur
- 3, 2, 1, 0 (1967) : Réalisateur et animateur
- Astérix et Cléopâtre[16] de René Goscinny et Albert Uderzo (1968) : Animateur
- Tintin et le Temple du Soleil[7] de Raymond Leblanc (1969) : Animateur
- Scarabus de Gérald Frydman (1971) : Conseiller technique
- Lucky Luke (Daisy Town)[17] de René Goscinny et Morris (1971) : Animateur
- Tintin et le Lac aux requins[18] de Raymond Leblanc (1972) : Animateur
- Tarzoon, la honte de la jungle[19] de Picha et Boris Szulzinger (1975) : Animateur principaul
- Les Douze Travaux d'Astérix[20] (1976) : animateur
- Les Voyages de Gulliver[21] de Peter Hunt (1977) : Animateur principal
- Gü[22] de Vivian Miessen (1977) : Réalisateur et animateur
- Lucky Luke : La Ballade des Dalton[23] de René Goscinny et Morris (1978) : Animateur
- Le Chaînon manquant de Picha (1980) : Premier animateur
- Cathy la petite chenille[24] (animateur) de Sylvia Roche (1984) : Animateur
- Le Big Bang[25] de Picha (1987) : animateur
- L'Escargot[22] de Vivian Miessen et Roger Landy (1988) : Co-auteur, réalisateur, scénariste et animateur
- Astérix et le Coup du menhir[26] de Philippe Grimond (1989) : Animateur
- Des chats d'après Steinlen[22] de Vivian Miessen (1991) : Réalisateur et animateur
- L'Extraordinaire Odyssée de Corentin Feldoë[22] de Vivian Miessen (1993) : Réalisateur et animateur
- Jungle Jack 2 : La Star de la Jungle[27] (animateur) de Stefan Fjeldmark (1996) : Animateur (Rooster Studio, France)
- Just to Be a Part of It[28] de Bert et Geert Van Goethem (1997) : Animateur
- Le Parfum de l'invisible de Francis Nielsen (1997) : Chef animation
- Le Chevalier de lion/El cavaller del lleó[22] de Francesc Daranas (années 2000) : Animateur
- E=mc² de Vivian Miessen et Jan Sanctorum (2006) : Co-réalisateur, co-scénariste, artiste de story-board, décorateur, layout et animateur
- Blanche-Neige, la suite[29] de Picha (2007) : Directeur d'animation et animateur (De Familie Janssen)

### Expositions
- Sélection de peintures, La Filature d'Aumessas, de novembre à décembre 2015[1].
- Rassemblement, Galerie P.38 du 5 au 21 avril 2018, Paris[2].

### Collections publiques
- Cité internationale de la bande dessinée et de l'image[30].

## Réception

### Prix et récompenses
- 1974 :  prix Saint-Michel du meilleur dessin humoristique pour Sergent Laterreur[31] ;
- 2007 :  prix du patrimoine au Festival international de la bande dessinée d'Angoulême pour Sergent Laterreur[32].

### Hommages
À la suite de la parution de l'article Les univers fantastiques de Touïs de Didier Pasamonik sur ActuaBD, Christian Godard lui rend hommage : « Touïs, j’avais été très fortement marqué par la personnalité HORS DU COMMUN de Touïs quand il était apparu dans Pilote, qui ne devait rien à personne, et qui éclatait à l’improviste, sans antécédents aucun, comme une promesse excitante.[...] »

### Documentaire
- Un certain Vivian Miessen, Octon, Le Chant des muses, 2001, 67 p., ill. ; 31 cm (ISBN 9791091730143, 9789791091732 et 9791091730, OCLC 1111622642, présentation en ligne).

#### Livres
: document utilisé comme source pour la rédaction de cet article.
- Philippe Capart, Erwin Dejasse et Franquin (ill.), Morris, Franquin, Peyo et le dessin animé, Angoulême, Éditions de l'An 2, novembre 2005, 135 p., ill. ; 30 cm (ISBN 978-2-84856-035-9 et 2848560355, OCLC 420745876, présentation en ligne).
- Philippe Mellot, Michel Denni, Laurent Turpin et Isabelle Morzadec, Trésors de la bande dessinée : BDM 2023-2024 - Catalogue encyclopédique et Argus, Paris, Les Arènes, novembre 2022, 1677 p., ill. ; 23 cm (ISBN 9791037507280, OCLC 1351462460, présentation en ligne), p. 1138, 1364. .